# 코플리 광장

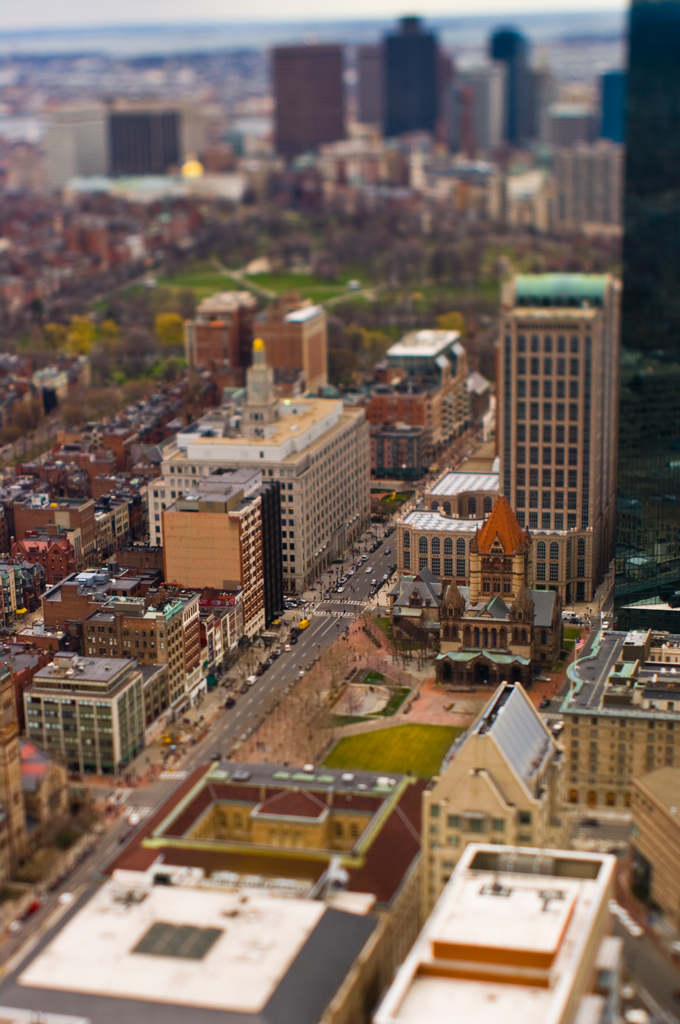
코플리 광장

코플리 광장(Copley Square)은 보스턴의 광장으로, 올드 사우스 교회, 보스턴 미술관, 트리니티 교회, 보스턴 도서관, 존 핸콕 타워 등이 여기에 위치하고 있다.